# Nupedia
Nupedia var en internetbaserad encyklopedi med fritt innehåll.
Nupedia grundades i mars år 2000 av Jimmy Wales och Larry Sanger. Artiklarna i Nupedia var utgivna under GNU FDL och utsattes för mycket hård expertgranskning innan de publicerades.
Nupedia var ett lågintensivt projekt som prioriterade kvalitet. Dess grundare startade 2001 Wikipedia som ett högintensivt systerprojekt. Nupedia lades ned i september 2003, och dess innehåll har förts över till engelskspråkiga Wikipedia. Som mest innehöll Nupedia 25 artiklar som gick igenom hela dess expertgranskning, och vid nedläggningen var ytterligare 74 artiklar under utveckling.